# توم هانسون (لاعب كرة قدم أمريكية)
توم هانسون (بالإنجليزية: Tom Hanson)‏ هو لاعب كرة قدم أمريكية أمريكي، ولد في 10 نوفمبر 1907 في نيوجيرسي في الولايات المتحدة، وتوفي في 7 سبتمبر 1985 في فيلادلفيا في الولايات المتحدة.